# Залісся (Молодечненський район)
Залісся (біл. вёска Залесьсе) — село в складі Молодечненського району Мінської області, Білорусь. Село підпорядковане Радошковицькій сільській раді, розташоване в центральній частині області.